# بو غاريت
بو جيسي غاريت (بالإنجليزية: Beau Garrett)‏ (ولد في 28 ديسمبر 1982) ممثلة وعارضة أزياء أمريكية.

## الأعمال
- 2017 : الطبيب الجيد

## روابط خارجية
- Beau Garrett على تويتر.
- بو غاريت على موقع IMDb (الإنجليزية)
- بو غاريت على موقع روتن توميتوز (الإنجليزية)
- بو غاريت على موقع ألو سيني (الفرنسية)
- بو غاريت على موقع أول موفي (الإنجليزية)
- بو غاريت على موقع قاعدة بيانات الأفلام السويدية (السويدية)
- بو غاريت على موقع إن إن دي بي (الإنجليزية)
- بو غاريت على موقع قاعدة بيانات الفيلم (الإنجليزية)
- بو غاريت على موقع كينوبويسك (الروسية)
- بو غاريت على موقع دليل عارضات الأزياء (الإنجليزية)